# Dimitrios II (Schiff, 1964)
Koordinaten: 34° 47′ 15,1″ N, 32° 23′ 11,8″ O
Die Dimitrios II, fälschlicherweise auch als Demetrios II bekannt, ist ein Küstenmotorschiff, das im März 1998 bei Paphos vor der Küste auf Grund lief und seitdem als Touristenattraktion und Fotomotiv bekannt ist.

## Geschichte und Charakteristika
Das Schiff wurde 1964 auf der Hamburg-Neuenfelder J. J. Sietas-Werft als zweites der Typ 33-Serie unter der Werftnummer 538 für Martin Leistikow gebaut und in Arn X benannt. Das Stückgutschiff hatte einen Laderaum mit einem Volumen von 2.152 m3 und vier Ladebäume mit je einer Belastungsgrenze von drei Tonnen. Die Ablieferung erfolgte am 19. November 1964. Im Jahr 1970 wurde das Schiff an die Hamburger Reederei Richard Baumgarten verkauft und fuhr bis zu ihrem Verkauf 1976 unter dem Namen Lühe. Ab 1976 war die Hamburger Tor Nordia-Reederei Eigner des Schiffes und benannte es in Tor Nordia und zwei Jahre später in Lühedeich um. Im Jahr 1987 wurde das Schiff an die griechische Reederei Sofia Shipping Co. verkauft und in Sofia S benannt. Ein Jahr später erfolgte ein Verkauf an die ebenfalls griechische Reederei Semiramis Shipping Co. und eine Umbenennung in Anastasia. Im Jahr 1996 wurde das Schiff schließlich an die Silver Star Shipping & Trading Co. S.A. verkauft, in Dimitrios II umbenannt und nach Honduras ausgeflaggt.

## Havarie und Verbleib
Am 23. März 1998 befand sich die Dimitrios II auf einer Fahrt von Griechenland nach Syrien mit 700 Tonnen Bauholz an Bord, als sie in schwere See geriet und in der Nähe des Leuchtturms von Paphos, einige hundert Meter vor der Küste Chlorakas, auf Grund lief. Alle acht Besatzungsmitglieder (vier Griechen, zwei Pakistaner und zwei Syrer) konnten unverletzt von einem britischen Hubschrauber, der von einer der beiden britischen Militärbasen auf Zypern gestartet war, gerettet werden. Der griechische Kapitän und der pakistanische Erste Offizier sollen zypriotischen Behörden zufolge gefälschte Nautische Befähigungszeugnisse besessen haben. Im April desselben Jahres barg ein Schwimmkran die Ladung ab. Auch Schadstoffe, wie der Treibstoff, wurden aus dem Wrack entfernt. Versuche, das Wrack zu bergen, scheiterten, da die Dimitrios II in einer Riffspalte geklemmt liegt.
Das Wrack der Dimitrios II liegt nur wenige Kilometer südlich des Wracks der Edro III.

## Galerie

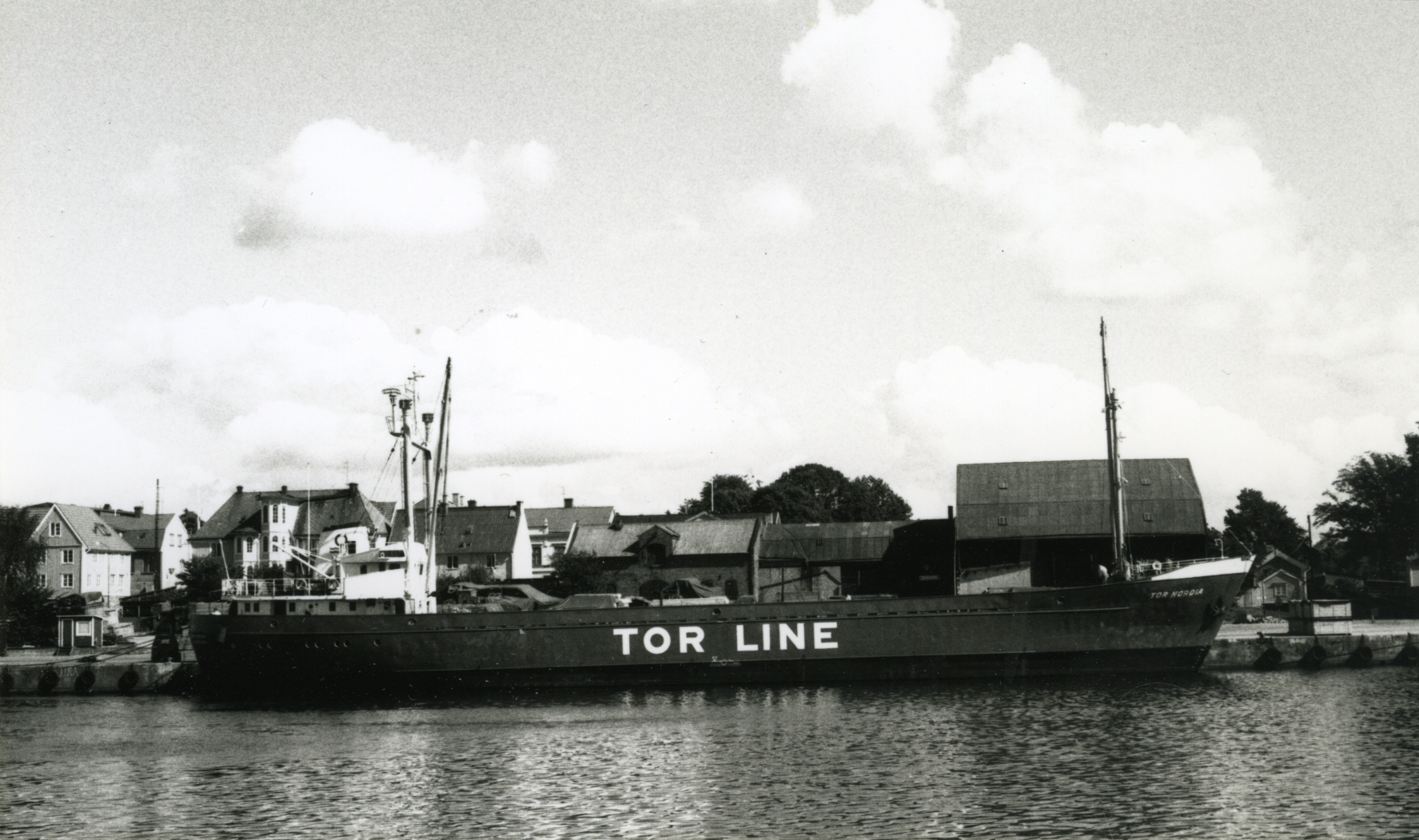
Das Schiff als Tor Nordia in den 1970er Jahren
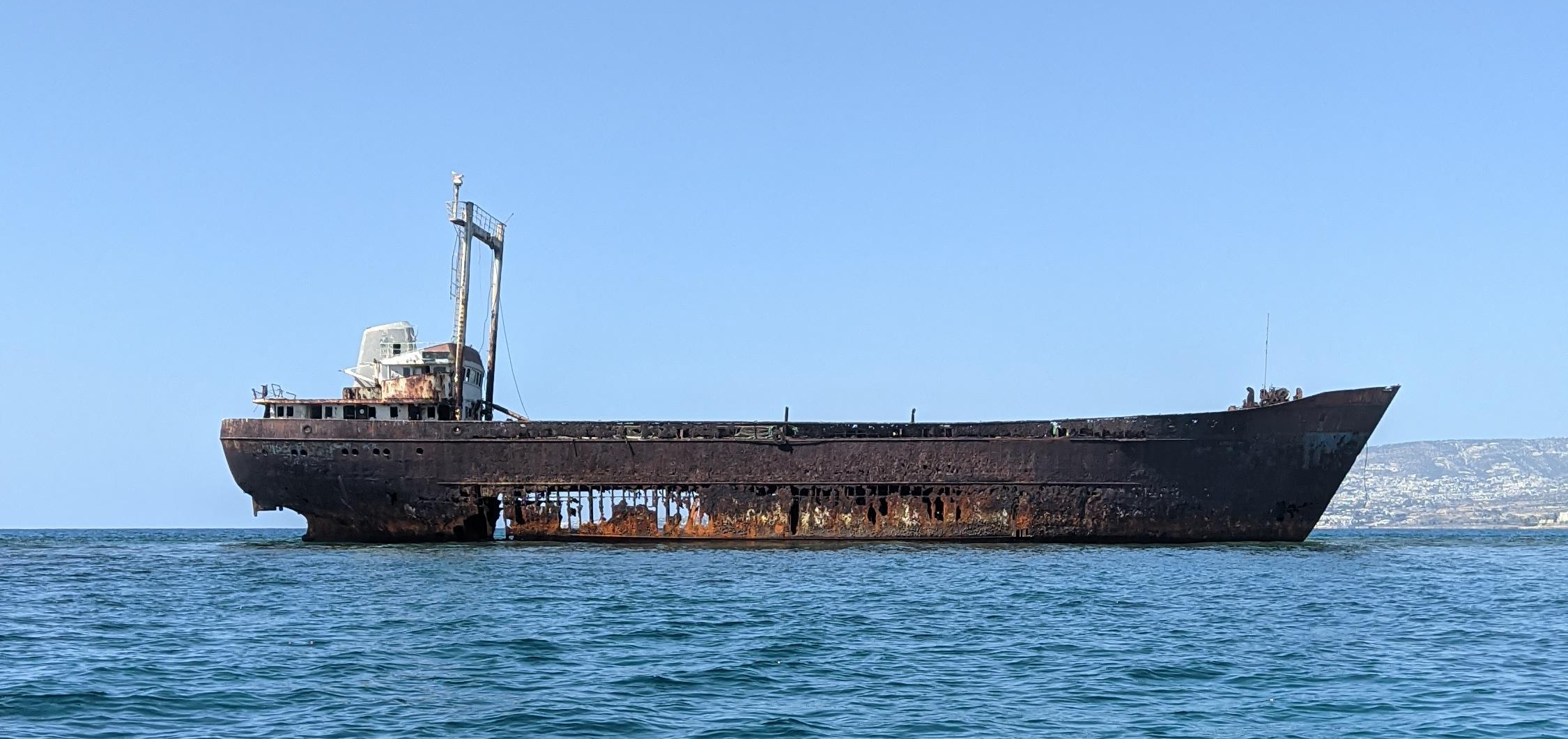
Das verfallende Wrack der Dimitrios II im September 2024
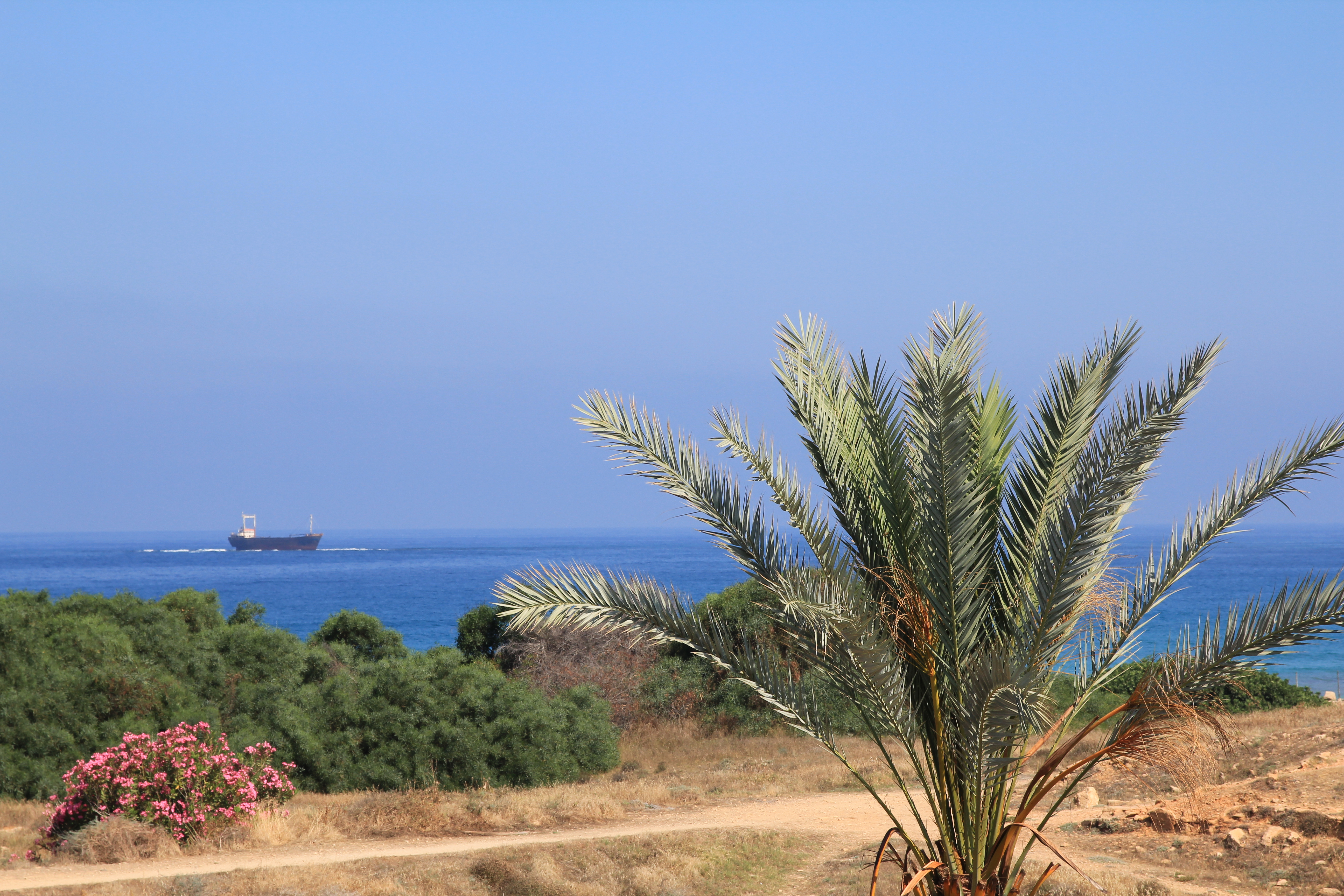
Das Wrack, von der Küste aus gesehen, im Jahr 2011